# Rue André-Theuriet (Bourg-la-Reine)
Pour les articles homonymes, voir Rue André-Theuriet.
La rue André-Theuriet est une voie de communication de Bourg-la-Reine dans les Hauts-de-Seine.

## Situation et accès
Située à l'ouest de la commune, sur le territoire des Blagis, elle commence au no 70 du boulevard du Maréchal-Joffre (place de la Gare) avec à sa droite la rue des Blagis, puis rencontrer un peu plus loin, toujours à sa droite, la rue Laurin, pour se terminer au no 12 de l'avenue Victor-Hugo (Route départementale D60).

## Origine du nom
Son nom lui fut donné en 1908 par la municipalité de Bourg-la-Reine sous le mandat d'Albert Candelot (1840-1920) en hommage à André Theuriet (1833-1907), poète, romancier, et auteur dramatique.

## Historique

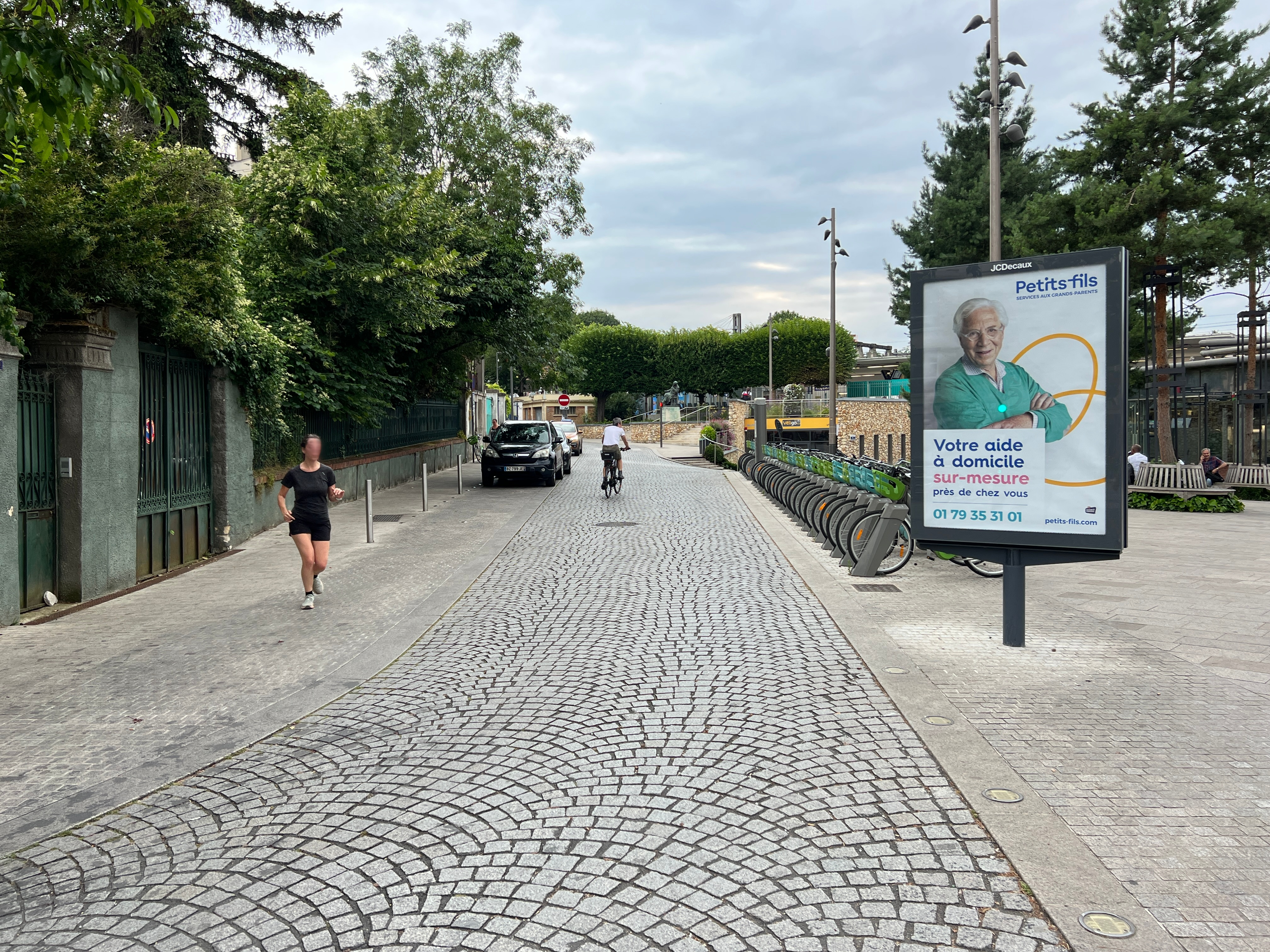
La rue près de la place de la Gare.

Par un décret royal du 3 novembre 1787 mettant en œuvre le projet d'amener à la capitale les eaux de la rivière Yvette, le chantier de canalisation fut commencé en 1788 par l'ingénieur Nicolas Defer de la Nouere (1740-1794), après avoir fait l'acquisition de terrains sur la commune et celles avoisinantes. C'est une fois les tranchées creusées que l'on s'aperçut que c'était à cause d'une erreur de calcul que l'eau n'arrivait pas dans ce canal. Le  chantier fut donc abandonné en 1791. La tranchée ne fut remblayée que plus tard, car elle est bien confirmée sur le cadastre de l'époque et par un événement rapporté par le docteur Lenormand : « Le 15 août 1792 les habitants de Bourg-la-Reine s'opposèrent à la participation légale des électeurs de Sceaux, conduits par leur maire François Desgranges, et il s'ensuivit une bagarre locale après laquelle courut la rumeur de la mort du maire de Sceaux. Il faillit y avoir une vraie bataille, les habitants de Sceaux descendirent pour attaquer Bourg-la-Reine, les réginaburgiens se retranchèrent dans cette tranchée appelée Rivière de l'Yvette, non encore comblée, heureusement les Scéens se retirèrent, informés de la survie de leur maire ».
Ce fut après la Révolution que, sur ce terrain agricole, le canal rebouché servit de chemin rejoignant le sentier des Blagis, et au XIXe siècle ce chemin de l'Yvette franchira les voies ferrées, en direction de l'ancien chemin des Blagis (rue du Colonel-Candelot) de la première ligne de Sceaux, en 1846, puis du second tracé de cette ligne, toujours en service au XXIe siècle, où l'on peut encore voir la maison du garde-barrière au no 8 de la rue du Colonel-Candelot. Puis en 1854 par une passerelle (face au 7 rue André-Theuriet) toujours existante en 1908, remplacée par le petit pont de la rue Laurin à l'avenue du Lycée Lakanal. Elle prit le nom de rue et fut viabilisée en 1882 sous la mandature de Louis-Eugène-Marius Jallon.

## Bâtiments remarquables et lieux de mémoire
- no 2 : cette maison fut celle du faïencier Louis-François Laurin, qui y mourut le 27 avril 1857. La façade est ornée d'une frise due à Paul Méritte. Elle comporte plusieurs cheminées ornées de frises de faïences. On y trouve toujours deux grands médaillons à décor de fleurs, qui devaient à l'origine orner la façade. En face se trouve aujourd'hui la statue d'André Theuriet par le sculpteur Charles Théodore Perron (1862-1934), et qui fut déplacée au moins trois fois avant son installation en ce lieu. Elle fut inaugurée le 9 novembre 1913 par le président de la République Raymond Poincaré (1860-1934).
- no 3 : propriété appartenant à monsieur Emmanuel Eissen (1869-1919), consul de France en Russie, à Rostov-sur-le-Don, qui épousa le 8 décembre 1898 à Bourg-la-Reine Emma Marguerite Chenal (1876-1967). Il périt dans le naufrage du paquebot La Chaouïa , le 16 janvier 1919. Cette maison fut achetée en 1934 par monsieur Garnier, propriétaire du café-restaurant du 10 rue du Chemin de Fer. Il y avait à cette époque, à cette adresse, et de l'autre côté le futur Café du Métro aujourd'hui no 70 boulevard Joffre. L' hôtel Le Pavillon des Fleurs ferme en 1939, réquisitionné par l'armée de septembre 1939 à avril 1940 pour abriter l'état-major du 330e régiment d'infanterie.
- no 3 bis : À cette adresse demeura le peintre Lefevre-Delestang, né à Bourg-la-Reine le 19 octobre 1941. À cet endroit fut construite à la fin des années 1980 une clinique pour des soins ORL.
- no 5 : Ici s'élevait la maison dite des Rosiers, puis, Reglade, avant d'être démolie pour laisser place à un immeuble. De cette ancienne propriété il subsiste un arbre majestueux, le Sophora Japonica dont le premier exemplaire fut planté en France en 1747 par des graines, envoyées avec comme seule mention « arbre chinois inconnu », à Bernard de Jussieu par le père Pierre Nicolas Le Chéron d'Incarville, au Jardin des plantes de Paris, et l’arbre fleurit pour la première fois en 1779[2].
- no 7 : 
  - Charles Péguy (1873-1914), écrivain, poète, essayiste et officier de réserve français, loue cette propriété dite à l'Œil de Bœuf, à l'été 1913, son fils aîné devant rentrer au Collège Sainte-Barbe, tout comme lui autrefois. Il y réside avec son épouse, et ses enfants: Marcel (1898-1972), Germaine (1901-2001), Pierre (1903-1941), ainsi que sa belle-mère, madame Baudouin, et le fils de celle-ci. Là, il va terminer Eve, rédiger  Note sur Bergson, ainsi que  Philosophie bergsonienne, et enfin Note conjointe sur Descartes et la philosophie cartésienne, tout en continuant la rédaction des Cahiers de la Quinzaine. Mobilisé début août 1914, il est mort pour la France le premier jour de la première bataille de l'Ourcq, le 5 septembre 1914 à Plessis-l'Évêque (Seine-et-Marne)[3],[4]. Son fils posthume, Charles-Pierre Péguy, né le 4 février 1915 dans cette maison, deviendra géographe et climatologue. Madame Péguy quitte cette maison peu après la naissance de ce dernier enfant.
  - Le locataire suivant sera Léon Bloy, romancier et essayiste, du 10 janvier 1916 à sa mort dans cette maison le 3 novembre 1917. Il habitait précédemment depuis le 15 mai 1911 au no 3 place Condorcet dans la même commune. Quelques mois avant sa mort, il y invite le poète Théophile Briant, qui lui rend visite à l'occasion d'une permission en août 1917, et à qui il offre un exemplaire du Salut par les Juifs[5]. Le 3 novembre 1917, il meurt d'une crise d'urémie à Bourg-la-Reine, entouré des siens et de ses amis, et est enterré au cimetière communal. Sa tombe y est inaugurée le 3 mai 1925. Elle est ornée d’un bas-relief en bronze, dû au sculpteur Frédéric Brou, représentant Notre-Dame de La Salette (Isère), apparition mariale que Léon Bloy vénérait particulièrement[6].
- no 9 : adresse du docteur Xavier Lenormand, auteur de l'ouvrage :  À travers notre ville, histoire des rues de Bourg-la-Reine.
- no 10-12-12 bis : demeure d'André Theuriet (1833-1907), qui avait également un accès au no 14 avenue Victor-Hugo[7],[1]. Il fait l'acquisition auprès de monsieur Rivière de cette propriété en 1893, qu'il nomme le Bois Fleuri, avec son épouse Hélène Elise Noémie Narat (1840-1901), qui y mourra le 2 septembre 1901. Monsieur et Madame Archambault de Beaune vinrent habiter dans cette maison pour s'occuper de lui. La propriété passa ensuite par mademoiselle Chagot de Cheptainville, qui y logera dans les dépendances les vicaires de la paroisse. Elle deviendra ensuite la propriété de monsieur Piquet, propriétaire de la cidrerie du no 153 de l'avenue du Général-Leclerc. Au numéro 12 demeurèrent le colonel Blanchet, second de l'Escadron de transport 4/61 Béarn, dernier pilote à se poser à Dien Bien Phu avec son équipage, et Geneviève de Galard.
- no 15 : maison construite en 1897 par l'architecte de la ville de Bourg-la-Reine, Jules Frémaux. Une borne indique le niveau au-dessus de la mer : 64,5 mètres.
- no 23 : maison de 1902 dite  Villa Elisabeth, elle était habitée par Armand Bonamy (1885-1941), décorateur de théâtre. En 1941 elle est habitée par monsieur Delet, neveu de Marcel Cachin, qui s'y cacha pendant la Seconde Guerre mondiale[8],[9].
- no 27 : sur le mur du trottoir d'en face, il y avait une croix dessinée à la peinture pour commémorer l'assassinat de madame Mercier, née Hélène Loncke, veuve rentière de 39 ans en sortant du train de Bourg-la-Reine vers 23 heures le 30 octobre 1902. Son assassin ne fut jamais retrouvé.

## Galerie de photographies

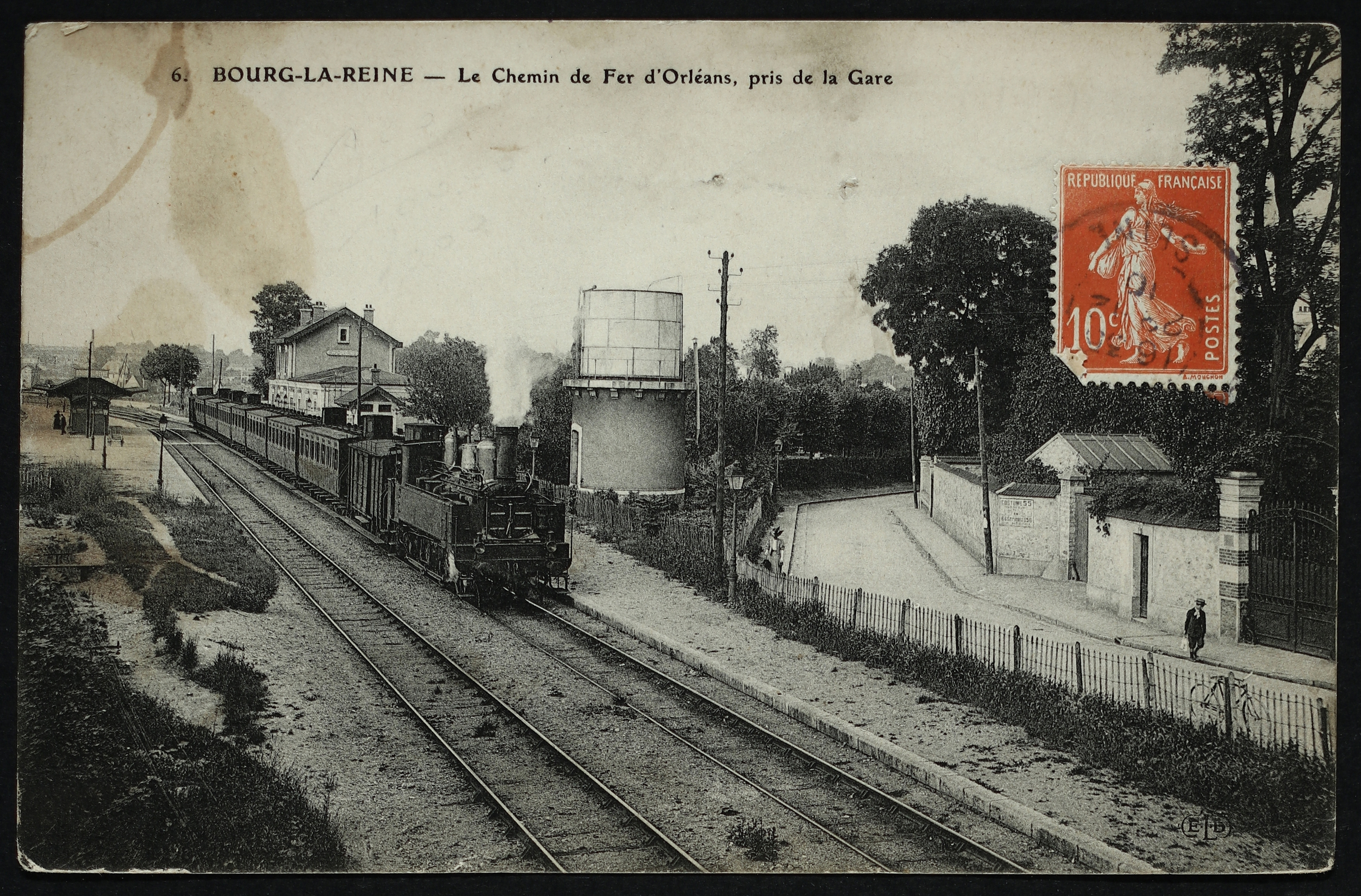
Carte postale - Bourg-la-Reine - Le Chemin de Fer d'Orléans pris de la gare.
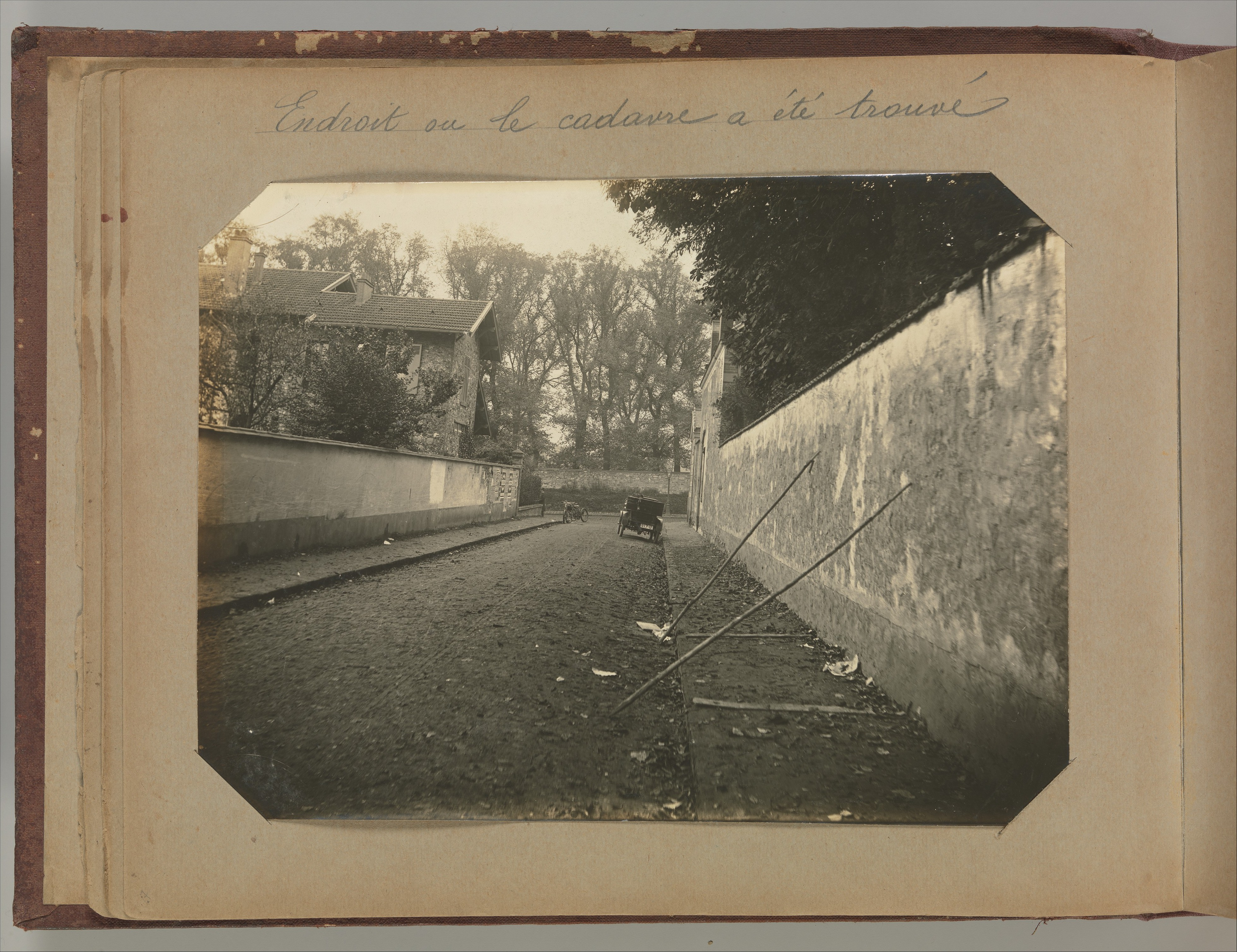
Une scène de crime en 1901. Cliché d'Alphonse Bertillon.
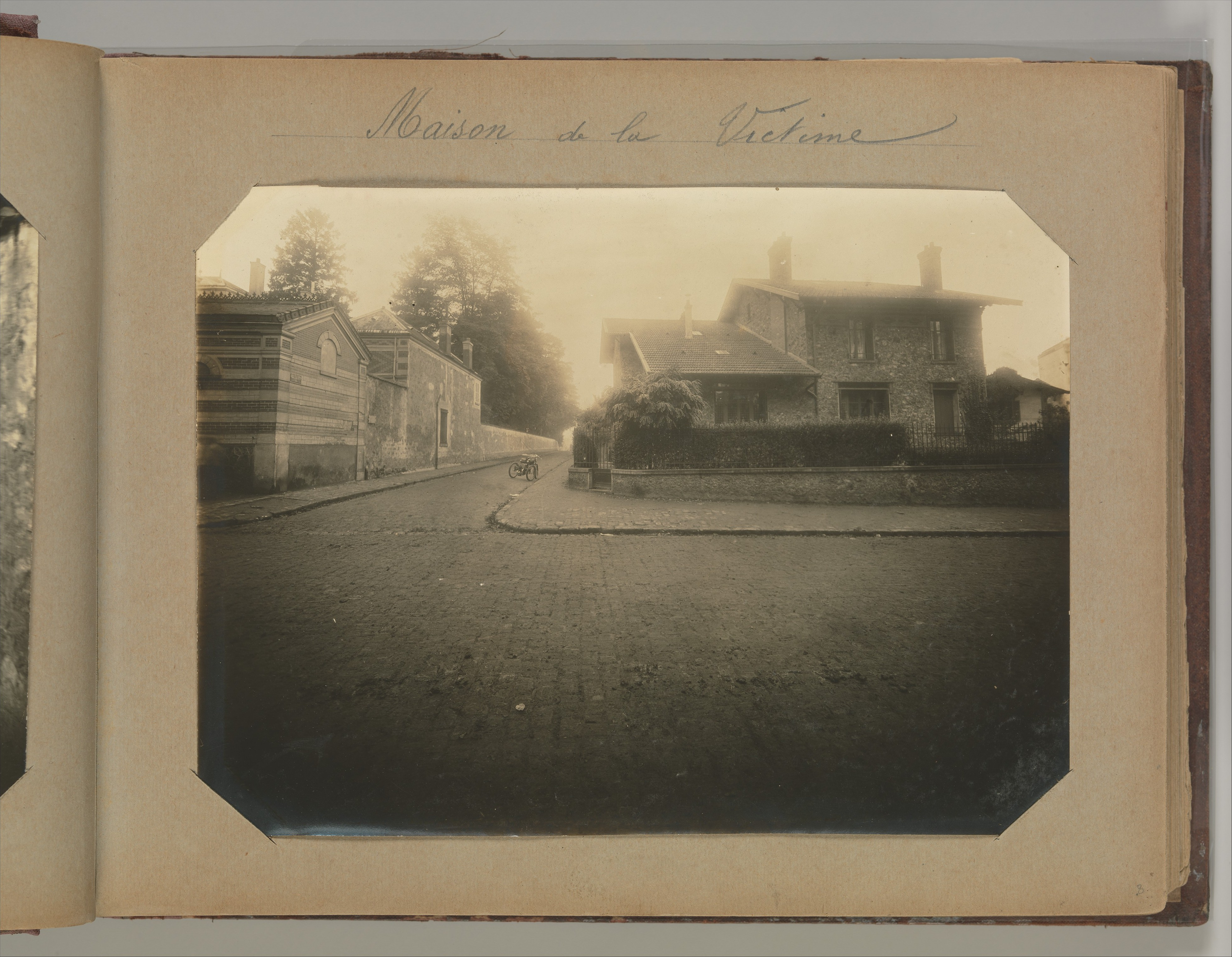
La maison de la victime, à l'angle de l'avenue Victor-Hugo.